# Michiel Wijsmuller
Michiel Wijsmuller is een Nederlandse ondernemer. Hij is een nazaat van Toon Wijsmuller. Michiel was de laatste telg van de familie die werkte in het bedrijf B.V. Bureau Wijsmuller. Hij verkocht de multinational in 2001 aan het Deense concern A.P. Möller (Maersk). Michiel Wijsmuller was onder meer voorzitter van de Amsterdamse haven (AMPorts). Hij was tot 2018 eigenaar van internationaal scheepsontwerp bureau Offshore Ship Designers BV en sleepboot makelaar WorldWise Marine BV, beiden gevestigd in IJmuiden. Eind 2017 werd Offshore Ship Designers overgenomen door Damen. De nieuwe bedrijfsnaam werd OSD-IMT. In 2018 is Michiel Wijsmuller met pensioen gegaan. OSD-IMT is tegenwoordig gevestigd in Hoofddorp.